# Area archeologica Codosso
L'area archeologica Codosso è un'area archeologica di epoca romana, situata nell'omonima località, nel comune di Castel Goffredo, in provincia di Mantova. È situata al limite della Centuriazione del territorio di Mantova.

## Storia
L'area sorge sul lato sinistro della Seriola Piubega, ai confini con Bocchere e San Martino Gusnago e a poca distanza dal torrente Osone.
Durante gli scavi effettuati alcuni decenni fa, sono venuti alla luce tracce di edifici in muratura, due lucerne ad olio, tessere di mosaico per pavimenti, alcune monete in bronzo e una spilla in bronzo. Inoltre, un balsamario e una chiavetta in bronzo.
Sono rinvenute tracce anche di una villa di grandi dimensioni, frequentata dal I secolo a.C. al IV secolo d.C., come in altre località del territorio (frazioni Sant'Anna, Perosso e Gambaredolo).